# Bear Lake (Wisconsin, Lake megye)
Bear Lake  város az Amerikai Egyesült Államok Wisconsin államában, Barron megyében. 

## Népesség
A település népességének változása: